# Блюменталь-Тамарин, Всеволод Александрович
Все́волод Алекса́ндрович Блюмента́ль-Тама́рин (16 июня 1881, Санкт-Петербург — 10 мая 1945, Мюнзинген, Германия) — российский и советский актёр, режиссёр и литератор. Сын актёров А. Э. и  М. М. Блюменталь-Тамариных. Заслуженный артист РСФСР (1926). Коллаборационист.

## Биография
Родился в артистической семье. Отец — известный режиссёр и актёр Александр Эдуардович Блюменталь-Тамарин (ум. 1 [14] декабря 1911). Мать — актриса Мария Михайловна Блюменталь-Тамарина, урождённая Климова (1859—1938). Дед по отцу был немцем.
Глубоко травмированный в детстве разводом родителей, Блюменталь-Тамарин на протяжении всей жизни сохранял очень близкие отношения с матерью и написал о ней мемуары «Блюменталь-Тамарина и её время», опубликованные в 1939 году в журнале «Театр».
На профессиональной сцене — с 1901 года. Впрочем, в автобиографической справке «25 лет на сцене», опубликованной в 1926 году в журнале «Театр», Блюменталь-Тамарин вспоминал о своей игре в театре ещё в детском возрасте:

…Сейчас мне 44 года. Всё детство прошло на сцене. В 7 лет я уже играл. Окончил Московское театральное училище. Был на первом семестре Тенишевского училища. Во время студенческих волнений мы выбросили из окна чертёжной подосланного полицейского шпика, в результате чего я и 35 студентов «вылетели» из института с «волчьими билетами». После этого я решил бесповоротно — иду на сцену. Вступил в оперетту Шумана в Вильно, где отец был режиссёром.

В 1917—1918 годах жил в Харькове (по адресу: ул. Гоголя, 41). Сыграл в Большом театре Царя Эдипа. Входил в труппу Городского театра: осенью 1918 был занят в спектаклях «Живой труп» (Федя Протасов), «Маргарита Готье», «Касатка» (Илья) и др.
Харьковская пресса писала:

С большим ансамблем проходит пьеса «Маргарита Готье». <…> Живые образы дают Блюменталь-Тамарин (Арман) <…> «Касатка» проходит также безукоризненно, причём главное внимание на себе сосредотачивают г-жа Павлова и г-н Баров <…> Не хуже этих двух артистов играют в «Касатке» г-н Блюменталь-Тамарин, сообщающий Илье Ильичу цельность натуры <…> Но «Живой труп», «Горе от ума» и «Бесприданница» проходят хуже. <…> Что же касается игры г-на Блюменталь-Тамарина, то, изображая Протасова, артист лишил его барственности [и] не усугубил, не осложнил внутреннего мира, не обогатил деталями и все мотивы поступков и действий приписал не столько высоким запросам духа, сколько безволью, бесхарактерности, склонности натуры. Но, в пределах своего представления, сделал всё возможное, особенно хорошо провёл первый акт, внёс в свою игру много искренности и дал живое лицо <…>.

В декабре 1918 года появилось сообщение о том, что Блюменталь-Тамарин примет участие в создаваемом Д. Д. Уваровым в помещении «Рабочего дома» новом театре.
В 1919 году, когда Харьков был занят частями Добровольческой армии генерала А. И. Деникина, Блюменталь-Тамарин помимо театральной работы активно занимался общественной деятельностью.
Находившийся в Харькове с начала июня 1919 года в составе гастролировавшей здесь труппы МХТ В. В. Шверубович, описывая занятие города частями Добровольческой армии, в частности, вспоминал:

Началось с того, что харьковское актёрство, которое возглавлял отдыхавший под Харьковом на своём хуторе, оставленном ему советской властью, В. А. Блюменталь-Тамарин, решило устроить большой праздник в честь прихода добровольческой армии. Затеяны были грандиозный концерт в цирке и ряд вечеров в других театральных помещениях. <…> Блюменталь-Тамарин верхом на белом цирковом коне с огромным трёхцветным флагом на пике, с большой церковной кружкой у седла разъезжал по городу, собирая пожертвования на подарки «освободителям родины» <…>.— Люди театра. Из воспоминаний // «Новый мир», 1968. — № 2. — С. 100.
Г. Бахтаров, сообщает:

Когда Красная Армия вошла на Украинскую землю, он был арестован. И только благодаря вмешательству Луначарского Блюменталь-Тамарину была сохранена жизнь…
— Последний гастролёр // журнал «Московский наблюдатель», 1993.
С ходатайством о Блюментале -Тамарине к Луначарскому обращалась его влиятельная мать — Мария Блюменталь-Тамарина, которая входила в число первых 13 актеров, получивших звание «Народный артист СССР» . В 1926 году, через 7 лет после «белогвардейских эскапад» в Харькове, в Москве торжественно отмечалось 25-летие его сценической деятельности. На юбилейном спектакле Блюменталь-Тамарин играл Кина. А. В. Луначарский огласил правительственное постановление о присвоении юбиляру звания заслуженного артиста РСФСР. На том же вечере для него пели А. Нежданова, Н. Обухова, Л. Собинов, танцевали Е. Гельцер и В. Тихомиров, играл Генрих Нейгауз.
Однако, Блюменталь-Тамарин тогда же ушёл из Театра Корша, где играл, собрал собственную труппу и создал Московский передвижной театр. Начались многочисленные гастроли, благодаря которым он не только мог ускользать из-под мелочной опеки театрального начальства, но успешно избегал надзора «органов», — скорее всего, благодаря этому Блюменталь-Тамарин и уцелел в период массовых репрессий 1930-х годов. Единожды снялся в кино — «На дальней заставе» (1940, режиссёр Евгений Брюнчугин).
В 1941 году ему исполнилось 60 лет. В мае 1941 Блюменталь-Тамарин отправился в гастрольную поездку с программой, посвящённой 100-летию со дня смерти М. Ю. Лермонтова. Война застала его в Черновцах. Прервав гастроли, он вернулся в Москву и, захватив ценные вещи и архив, перебрался с семьёй на дачу в Новый Иерусалим — рядом с Истрой, в 60 км от Москвы, рядом с Волоколамским шоссе. По свидетельству очевидца, во время приближения немцев Блюменталь-Тамарин говорил: «Они нас не тронут — я же немец» (его отец был немцем по национальности).

### Деятельность во время оккупации
В ноябре 1941 года немецкие войска заняли Истру. Блюменталя-Тамарина они действительно не тронули, а привлекли к сотрудничеству. Вместе с женой, актрисой Инной Александровной Лощилиной (1901—1974), и падчерицей он посетил Берлин. 2 февраля 1942 года выступил по радио с обращением, в котором призывал соотечественников не защищать сталинский режим и сдаваться, а население на захваченных территориях — сотрудничать с оккупантами. Передачи стали регулярными: они выходили в эфир каждый вторник и четверг в 18:00. Имитируя голос Сталина, Блюменталь-Тамарин озвучивал фальсифицированные указы советского правительства. Записанные на немецком радио Варшавы речи транслировались на оккупированных территориях СССР. 27 марта 1942 года Военная коллегия Верховного Суда СССР заочно приговорила его к смертной казни.
В ряде публикаций утверждается, что Блюменталь-Тамарин возглавлял Театр русской драмы в Киеве, где одной из наиболее известных его постановок была якобы переделанная в злую сатиру на Красную Армию пьеса «Фронт» А. Корнейчука, которая ставилась под названием «Так они воюют». Сыграл в ней главную роль — генерала Горлова, переименованного в Горлопанова. Однако данная информация, перепечатанная в ряде изданий, как и сам факт пребывания Блюменталь-Тамарина в Киеве, не подтверждается известным репертуаром киевских театров, который публиковался в газетах времён оккупации.
С приближением советских войск Блюменталь-Тамарин перебрался в Кёнигсберг, затем в Берлин. Летом и осенью 1942 года выступал в Берлине с сольными программами и в спектакле «Без вины виноватые». В эмигрантской газете «Новое слово» печатались объявления о его выступлениях в сценах из спектаклей: «Маскарад» М. Ю. Лермонтова, «На людном месте» А. Н. Островского, «Гамлет» У. Шекспира, «Медведь» А. П. Чехова: 17.02.1943 — в Шуман-зале, 13.06.1943 — в Бах-зале.

## Убийство
10 мая 1945 года был убит в Мюнзингене «при невыясненных обстоятельствах», предположительно племянником жены — Игорем Львовичем Миклашевским (1918—1990), который в 1942 году под видом перебежчика был заслан в немецкий тыл для организации убийства Гитлера.

## Реабилитация и ее отмена
В 1993 году реабилитирован «по формальным обстоятельствам» согласно статье 5 закона Российской Федерации «О реабилитации жертв политических репрессий» от 3 сентября 1993 года № 5698-1: «Признаются не содержащими общественной опасности нижеперечисленные деяния и реабилитируются независимо от фактической обоснованности обвинения лица, осуждённые за: а) антисоветскую агитацию и пропаганду; б) распространение заведомо ложных измышлений, порочащих советский государственный или общественный строй».
19.02.2024 года Генеральная прокуратура Российской Федерации на основании изучения архивного дела отменила заключение 1993 года и в реабилитации Блюменталь-Тамарина отказала. В ответе Прокуратуры в частности сказано: «осуждение указанного лица является обоснованным и законным», «Блюменталь-Тамарин перешёл на сторону врага, стал сотрудничать с немецкими оккупантами, призывал по радио к борьбе против Советского государства».

## Киновоплощения
В 2016 году вышла военно-историческая драма «Апперкот для Гитлера». Роль Блюменталя-Тамарина исполнил Сергей Барковский.